# Augustin-Jules-Esprit Fabre
Pour les articles homonymes, voir Augustin Fabre (homonymie) et Fabre.
Augustin-Jules-Esprit Fabre est un historien français de Marseille et la Provence, né le 20 juin 1797 à Marseille et mort dans la même ville le 16 janvier 1870.

## Biographie
Augustin Fabre est né à Marseille le 20 janvier 1797 de Pierre François Marie Fabre, capitaine de navire, et de Marie Anne Marguerite Rigordy (sœur de Jean-Joseph Rigordy). Après des études au lycée Thiers puis des études de droit à Aix-en-Provence, il est nommé juge de paix à Arles puis dès 1830 à Marseille, poste qu'il occupera jusqu'à son décès. Il se marie à Marseille le 1er février 1834 avec Marie Rosalie Balbine Caroline Grousset, fille de Louis Félix Grousset, négociant, et de Marie Vidal. Il siège au conseil municipal de Marseille de 1837 à 1848, puis de 1853 à 1865. Il est administrateur de plusieurs établissements hospitaliers et de la Caisse d'épargne de Marseille. Ses fonctions hospitalières et à la Ville de Marseille lui facilitent l'accès aux archives, ce qui lui permet d'entreprendre de patientes recherches historiques. 
Son caractère réservé n'exclut pas une grande âpreté dans la polémique avec diverses personnes, ni d'avoir de sévères jugements aussi bien sur les personnes que sur des assemblés. Il engage ainsi une violente polémique avec son confrère juge de paix Mortreuil en publiant notamment Observations sur la dissertation de Mortreuil intitulée : La Bibliothèque de Saint-Victor. Il couvre de sarcasmes Jean-Baptiste Grosson. Enfin il parle de manière peu révérencieuse de l'Académie de Marseille (dont son oncle, Jean-Joseph Rigordy, avait été directeur) qu'il laisse dormir à son aise. Dans son livre sur les rues de Marseille, il consacre un chapitre à celle-ci dans lequel il critique cette assemblée en citant Jean-Jacques Rousseau et Voltaire, ce dernier écrivant à l’abbé d'Olivet : « Je vous aime et vous estime de tout mon cœur, mon cher abbé, quoique vous soyez académicien ; vous êtes digne de ne l'être pas ». Après plusieurs pages de critiques, il termine en disant : « Loin de moi la pensée de troubler le sommeil d'une compagnie honorable ». Augustin Fabre n'a jamais été admis au sein de cette académie.
Aimant les livres, il possède une importante bibliothèque qui atteindra près de 4 000 pièces concernant presque exclusivement Marseille et la Provence. Il publie plusieurs ouvrages dont notamment Les rues  de Marseille en cinq volumes et Notice historique sur les anciennes rues de Marseille démolies en  1862 pour la création de la rue impériale, qui font toujours référence. 
Il meurt le 16 janvier 1870. Une grande foule assiste à ses obsèques avec les corps administratifs et l'ancien maire Onfroy qui représente la municipalité. 
Après sa mort, sa bibliothèque sera vendue aux enchères. Sa collection numismatique sera acquise par le cabinet des médailles de la ville de Marseille le 8 octobre 1872.
Une rue du 6e arrondissement de Marseille porte son nom.

## Publications
- Les Rues de Marseille, édition Camoin, Marseille, 1869, 5 volumes, tome 1 [lire en ligne], tome 2 [lire en ligne], tome 3 [lire en ligne] tome 4 [lire en ligne], tome 5 [lire en ligne].
- Histoire des hôpitaux et des institutions de bienfaisance de Marseille, imprimerie Jules Barile, Marseille, 1854, 2 volumes, tome 1 [lire en ligne].
- Notice historique sur les anciennes rues de Marseille démolies en 1862 pour la création de la rue impériale, Imprimerie de Jules Baril, Marseille, 1862, [lire en ligne]
- Histoire de Marseille, Marius Olive et librairie Lacroix, Marseille et Paris, 1829, 2 volumes, tome 1 [lire en ligne], tome 2 [lire en ligne].
- Histoire de Provence, Feissat ainé et Demonchy, Marseille, 1833-1835, 4 volumes, tome 1 [lire en ligne], tome 2 [lire en ligne], tome 3 [lire en ligne], tome 4 [lire en ligne].